# سلمان موسييف
سلمان موسييف النائب الأول لإدارة مسلمي القوقاز ومفتي جمهورية أذربيجان

## تاريخ ومكان الميلاد
8 أبريل عام 1958م بمنطقة دمانيسي، قرية حماملي، جمهورية جورجيا.

## منصبه
النائب الأول لإدارة مسلمي القوقاز ومفتي جمهورية أذربيجان

## حياته العلمية
- درس في المدرسة الثانوية بقرية حماملي خلال سنوات 1965-1975.
- بعد تخرجه من المدرسة الثانوية انتسب إلى مدرسة «مير عرب» بمدينة بخارى في أوزبكستان وحصل على الشهادة الجامعية في مجال الإسلام بعد التخرج من الجامعة الإسلامية بطشقند في سنوات 1978-1982م.
- بدأ نشاطه في جامع «الجمعة» بمدينة تفليس، عاصمة جورجيا، كإمام الجامع في عام 1982م وفي نفس السنة في شهر ديسمبر تم تعيينه كموظف في قسم العلاقات الخارجية بإدارة مسلمي القوقاز.
- خلال سنتي 1984-1985م درس في كلية «الدعوة الإسلامية» في جامعة «الدعوة» بالجماهيرية الليبية.
- انتخب في عام 1986م لمنصب النائب الأول لرئيس إدارة مسلمي القوقاز ومفتي جمهورية أذربيجان وحتى الآن يشغل هذا المنصب.
- له عدة مؤلفات في الدراسات العلمية والإسلامية ومنها كتاب «مفهوم السلام والتسامح في الإسلام».